# Don’t You Know (Kungs-dal)
A Don't You Know című dal Kungs francia dj és producer második kislemeze a Layers című albumról. A dal 2016. június 24-én jelent meg a House of Barclay kiadónál. A dal kislemezen is megjelent és digitális letöltésként is elérhető. A dalban Jamie N Commons vokálozott.

## Videóklip
A dal videóklipje 2016 június 24-én jelent meg Kungs Vevo-oldalán a YouTube-on. A klipet Giany rendezte a La Main Productions berkein belül. A klipben Kungs saját maga látható Lola Viande társaságában.

## Megjelenések
CD Single
  Barclay 5722230 Sound of Barclay 5722230
1. Don't You Know (Radio Edit) - 3:05
2. Don't You Know (Extended Mix)	- 3:43